# The Villain's Wooing
The Villain's Wooing è un cortometraggio muto del 1905 diretto da Lewin Fitzhamon.

## Trama
Un sempliciotto libera un uomo incastrato giusto in tempo per fargli salvare una ragazza che sta per cadere da una rupe.

## Produzione
Il film fu prodotto dalla Hepworth.

## Distribuzione
Distribuito dalla Hepworth, il film - un cortometraggio della lunghezza di 229 metri - uscì nelle sale cinematografiche britanniche nel dicembre 1905. Non si hanno altre notizie del film che si ritiene perduto, forse distrutto nel 1924 quando il produttore Cecil M. Hepworth, ormai fallito, cercò di recuperare l'argento del nitrato fondendo le pellicole.